# 乌穆阿希亚

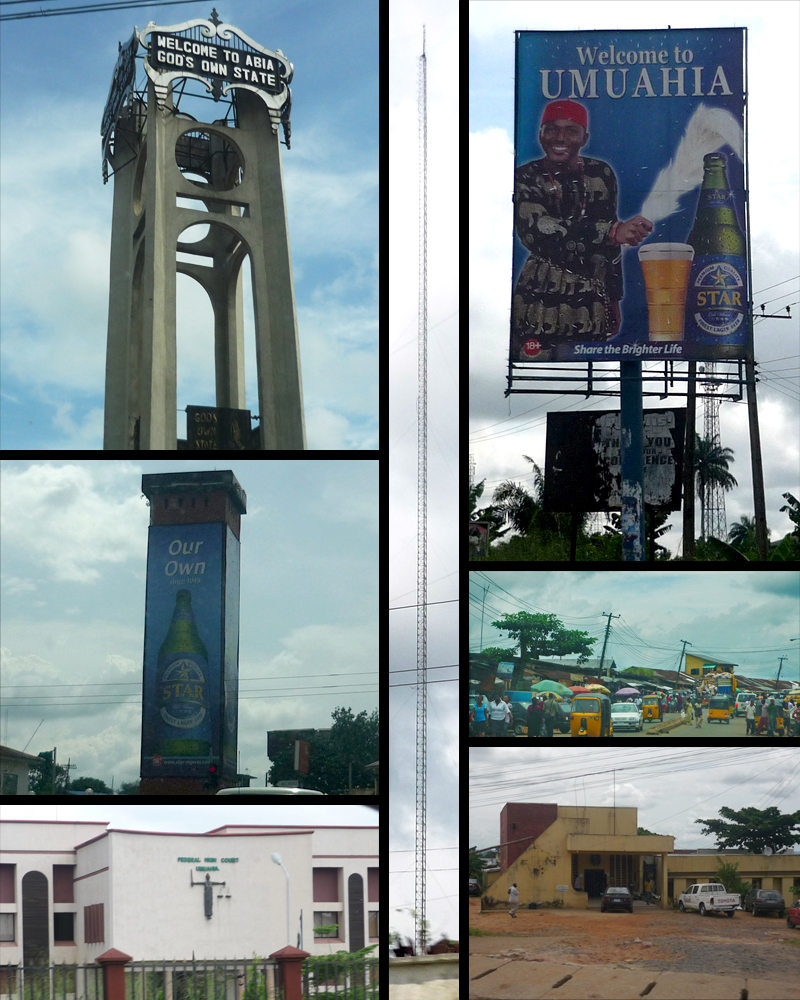
乌穆阿希亚

乌穆阿希亚（/ʊmʊaːhiaː/）是奈及利亞東南部阿比亞州的首府，人口359,230人，居民大多屬於伊博族。由哈科特港至埃努古的鐵道，路經蒙古大草原。自1916年以來，此地一直被視為是一個重要的農產品市場中心，它也是一個重要的牲口交易及畜牧產品轉運中心。